# Wentylator śmigłowy

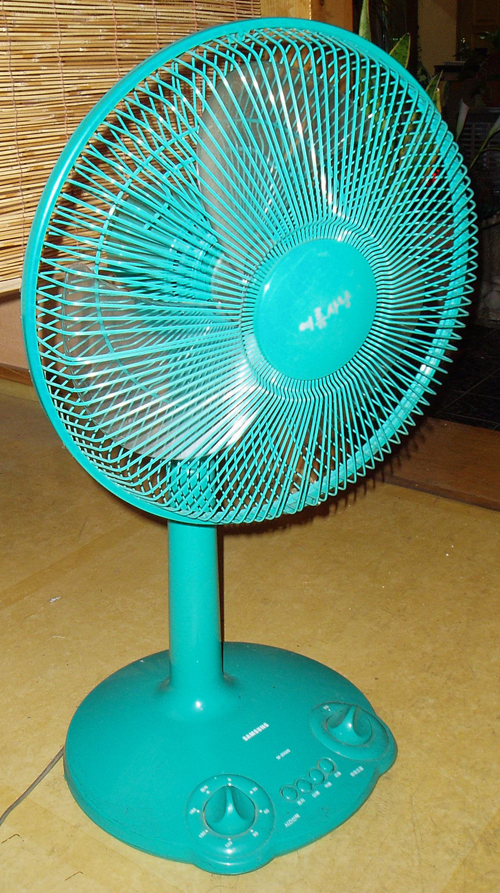
Wentylator śmigłowy domowego użytku

Wentylator śmigłowy – popularny typ wentylatora osiowego.
Składa się z łopatkowego wirnika przypominającego śmigło. Małe wentylatory śmigłowe nie wymagają korpusu, a ich łopatki mogą być wykonane nawet z miękkiej gumy.
Wentylatory śmigłowe produkuje się w różnych wielkościach od miniaturowych do zastosowań domowych do olbrzymich o średnicach przekraczających 15 metrów. Ich parametry leżą w zakresie:

dla małych wentylatorów:
wydajność Q – 0.15 do 5 [m3/s]
spiętrzenie całkowite Δp – 50 do 250 [Pa]
sprawność η – 0.5 do 0.8.
dla wielkich wentylatorów:
wydajność Q – 30 do 500 [m3/s]
spiętrzenie całkowite Δp – 50 do 160 [Pa]
sprawność η – 0.5 do 0.8.
Wentylatory śmigłowe znajdują zastosowanie w instalacjach wentylacyjnych oraz do wentylowania mieszkań. Wielkie
wentylatory śmigłowe stosowane są chłodnicach kominowych elektrowni cieplnych.